# Juizados Especiais da Fazenda Pública
Os Juizados Especiais da Fazenda Pública, ou Juizados Especiais Fazendários, são órgãos do Poder Judiciário brasileiro, integrantes da Justiça Comum estadual e distrital.

## História
Os Juizados Especiais da Fazenda Pública foram criados em 23 de dezembro de 2009, com a publicação da Lei 12.153. Trata-se de desdobramento, dentro das esferas de governo estadual, distrital e municipal, dos Juizados Especiais Federias. Buscou-se permitir que a celeridade, acessibilidade e gratuidade verificada nos Juizados Especiais Cíveis fosse experimentada pelos administrandos destas esferas de governo.
No Maranhão, o primeiro Juizado Especial da Fazenda Pública foi instalado em 22 de outubro de 2013, em São Luís.

## Procedimento
Os princípios que regem os Juizados Especiais da Fazenda Pública são os mesmos dos Juizados Especiais Cíveis. De igual maneira, estes Juizados compartilham o mesmo rito sumaríssimo formalizado nos Juizados Especiais Cíveis, porém com distinções quanto à fixação e natureza da sua competência, bem como o sistema recursal e de cumprimento de sentença.

### Competência
A competência dos Juizados Especiais da Fazenda Pública é fixada pelo valor da causa, que é limitado a 60 salários-mínimos. Trata-se de hipótese de competência absoluta, isto é, de observância obrigatória. Portanto, não é opção do jurisdicionado ajuizar sua ação na Vara Comum ou nos Juizados, devendo ele direcionar sua causa aos Juizados quando limitado a 60 salários-mínimos.
Para fixar o valor da causa, deve-se computar as prestações vencidas que se está cobrando. Se há prestações a vencer, devem ser computadas até doze vezes. Ou seja, havendo mais de 12 parcelas vincendas, conta-se até o limite de 12 parcelas. Não é admitido, neste procedimento, que se fracione em processos separados as parcelas vencidas e vincendas, devendo todas serem cobradas num só processo. Estes valores são limitados por processo e não por autor da ação.
Devido a sua natureza célere e informal, não tramitam perante estes Juizados execuções fiscais, ações de improbidade administrativa nem tampouco os remédios constitucionais, como mandado de segurança e ação popular. Também não estão na alçada dos Juizados as ações de impugnação de sanção disciplinar contra servidor público civil ou militar, ações possessórias e desapropriatórias.
É possível, ao contrário dos Juizados Especiais Federais, a discussão de interesses individuais homogêneos. Também é matéria dos Juizados Especiais da Fazenda Pública a postulação de ações de anulação e cancelamento de atos administrativos em geral.

### Fase de conhecimento
Se utiliza a sistemática dos Juizados Especiais Cíveis na fase de conhecimento. Entretanto, não há necessidade obrigatoriedade de assistência técnica, por advogado ou defensor público, independentemente do valor da causa.

### Sistema recursal
É aplicável o sistema recursal dos Juizados Especiais Cíveis. Porém, ao contrário dos JECs, nos Juizados da Fazenda Pública há a previsão de recurso contra decisão interlocutória que decide pedido liminar em caráter de urgência. Há, também, previsão de Pedido de Uniformização no âmbito dos Sistema dos Juizados Especiais da Justiça Estadual.
É possível, ainda, a impugnação da decisão por meio de ação rescisória dirigida à Turma Recursal, oposto do que ocorre com os JECs.

### Cumprimento de sentença
Nas obrigações de dar quantia certa, o procedimento dos Juizados Especiais da Fazenda Pública segue o rito previsto na Constituição. Portanto, processam-se como precatórios as condenações superiores a 30 e 40 salários-mínimos. Abaixo destes valores, é cabível a requisição de pequeno valor.